# Anaprof Clausura 2007
La ANAPROF Clausura 2007 (oficialmente "Torneo Clausura 2007"), inició el 3 de agosto de 2007, hasta el 2 de diciembre de 2007. Finalizó coronando campeón al San Francisco Fútbol Club, tras derrotar al CD Árabe Unido. El Sanfra se ganó el pase a la primera fase de la primera edición de la Concacaf Liga Campeones 2008-2009 que reemplaza a la Copa de Campeones de la Concacaf.

## Cambios en el Clausura 2007
- Puesto que sólo siete clubes inscritos para la Primera A (mientras que ocho son requeridas por los reglamentos), la Segunda División de Panamá no se juega y no hubo ninguna promoción o descenso al final de la temporada 2007.

## Equipos del Clausura 2007
| Equipo                 | Ciudad           | Estadio                             | Capacidad |
| ---------------------- | ---------------- | ----------------------------------- | --------- |
| Alianza FC             | Ciudad de Panamá | Estadio Camping Resort              | 1.500     |
| Atlético Chiriquí      | David            | Estadio San Cristóbal               | 3.000     |
| Atlético Veranguense   | Santiago         | Estadio Aristocles Castillo         | -         |
| CD Árabe Unido         | Colón            | Estadio Armando Dely Valdés         | 4.500     |
| CD Plaza Amador        | Ciudad de Panamá | Estadio Javier Cruz                 | 2.500     |
| Chepo FC               | Chepo            | Estadio Bernardo Candela Gil        | 300       |
| Chorrillo FC           | Ciudad de Panamá | Estadio Municipal de Balboa         | 2.000     |
| San Francisco FC       | La Chorrera      | Estadio Agustín Muquita Sánchez     | -         |
| Sporting San Miguelito | San Miguelito    | Estadio Bernardo Candela Gil        | 300       |
| Tauro FC               | Ciudad de Panamá | Campo de Deportes Giancarlo Gronchi | 500       |

## Estadísticas del Clausura 2007
| Lugar | Equipo                 | Juegos | Ganados | Empates | Perdidos | Goles A favor | Goles en contra | +/- | Puntos |
| ----- | ---------------------- | ------ | ------- | ------- | -------- | ------------- | --------------- | --- | ------ |
| 1.    | San Francisco FC       | 18     | 11      | 4       | 3        | 27            | 16              | +11 | 37     |
| 2.    | CD Árabe Unido         | 18     | 9       | 5       | 4        | 42            | 27              | +15 | 32     |
| 3.    | Tauro FC               | 18     | 8       | 7       | 3        | 38            | 23              | +15 | 31     |
| 4.    | Chorrillo FC           | 18     | 8       | 3       | 7        | 24            | 21              | +3  | 27     |
| 5.    | Atlético Chiriquí      | 18     | 6       | 8       | 4        | 21            | 20              | -1  | 26     |
| 6.    | Alianza FC             | 18     | 7       | 3       | 8        | 19            | 20              | -1  | 24     |
| 7.    | Chepo FC               | 18     | 6       | 5       | 7        | 23            | 21              | +2  | 23     |
| 8.    | Sporting San Miguelito | 18     | 4       | 6       | 8        | 19            | 24              | -5  | 18     |
| 9.    | CD Plaza Amador        | 18     | 4       | 5       | 9        | 24            | 30              | -6  | 17     |
| 10.   | Atlético Veragüense    | 18     | 3       | 2       | 13       | 10            | 43              | –33 | 11     |

- (Los equipos en verde señalan los clasificados a semifinales.)

## Ronda Final
|  | Semifinales        | Semifinales        | Semifinales    |                |                  | Final            | Final | Final |  |
|  |                    |                    |                |                |                  |                  |       |       |  |
|  |                    |                    |                |                |                  |                  |       |       |  |
|  | San Francisco F.C. | San Francisco F.C. | 1              |                |                  |                  |       |       |  |
|  | San Francisco F.C. | San Francisco F.C. | 1              |                |                  |                  |       |       |  |
|  | Chorrillo FC       | Chorrillo FC       | 1              |                |                  |                  |       |       |  |
|  | Chorrillo FC       | Chorrillo FC       | 1              |                | San Francisco FC | San Francisco FC | 0     |       |  |
|  |                    |                    |                |                | San Francisco FC | San Francisco FC | 0     |       |  |
|  |                    |                    | CD Árabe Unido | CD Árabe Unido | 0                |                  |       |       |  |
|  | CD Árabe Unido     | CD Árabe Unido     | CD Árabe Unido | CD Árabe Unido | 0                | 1                |       |       |  |
|  | CD Árabe Unido     | CD Árabe Unido     |                |                |                  | 1                |       |       |  |
|  | Tauro FC           | Tauro FC           | 0              |                |                  |                  |       |       |  |
|  | Tauro FC           | Tauro FC           | 0              |                |                  |                  |       |       |  |
|  |                    |                    |                |                |                  |                  |       |       |  |

### Semifinales
| 18 de noviembre de 2007 | Chorrillo FC | 0-1 | San Francisco FC | Estadio Balboa, |  |
|                         |              |     | Antonio Ortega   |                 |  |

| 18 de noviembre de 2007 | Tauro FC | 0-1 | CD Árabe Unido  | Estadio Giancarlo Gronchi de Pedregal, |  |
|                         |          |     | Manuel Mosquera |                                        |  |

| 23 de noviembre de 2007 | San Francisco FC | 0-1 | Chorrillo FC     | Estadio Agustín Muquita Sánchez, |  |
|                         |                  |     | Julio Medina III |                                  |  |

- San Francisco avanza a la final, 4-3 en penaltis.

| 25 de noviembre de 2007 | CD Árabe Unido | 0-0 | Tauro FC | Estadio Armando Dely Valdés, |  |

### Final
| 2 de diciembre de 2007 | San Francisco FC | 0-0 | CD Árabe Unido | Estadio Rod Carew, |  |

- San Francisco Fútbol Club Ganal en penaltis, 4-2.

| Campeón del Clausura 2007   |
| --------------------------- |
| San Francisco FC 5.º Título |

## Goleadores por equipo
- Alianza FC:19:

8-César Medina

2-Abdul Pinto

2-Ricardo Palomino

2-Iván López

1-Fernando Hurtado

1-Neftalí Díaz

1-Amaral Peralta

1-Alexis Antaneda

1-Oldemar Caceres
- CD Árabe Unido:43:

9-Orlando Rodríguez

8-Manuel Mosquera

6-Alberto Cerezo

5-Publio Rodríguez

4-Eduardo McTaggart

3-Jair Miranda

3-Armando Cooper

2-Renald Addles

2-Omar Camargo

1-Amílcar Henríquez

1-Jacinto Acosta (OG)
- Atlético Chiriquí:21:

5-Catalino Smith

4-Óscar Vargas

2-Benjamin Ortega

2-Pablo Bedoya

2-Omar Navarro

2-Anthony Valdés

2-Rodman González

1-Carlos Valdés

1-Clive Trottman
- Atlético Veragüense:10:

5-Mario Cox

2-Enzo Salas

1-Josue Brown

1-Miguel González

1-Kevin Lusben
- Chepo FC:23:

9-Gabriel Torres

4-Javier de la Rosa

3-Delano Welch

2-Carlos Martínez

1-Celso Polo

1-Juan Degracia

1-Alberto Quesada

1-Armando Gun

1-Carlos Rodríguez (Panamá)|Carlos Rodríguez
- Chorrillo FC:25:

4-Ricardo Phillips

3-Johnny Ruiz

2-Raúl Moreno

2-Alberto Quintero

2-Alejandro Dawson

2-Jair Medina

2-Jean Carlo Cedeño

2-Julio Medina III

1-Marco Villareal

1-Miguel Castillo

1-Edison Romero (OG)

1-Manuel Bonilla

1-Leonel Parrish

1-Roberto Stewart
- CD Plaza Amador:24:

6-Engie Mitre

3-Alcibiades Rojas

2-Derek James

2-Alexis King

2-Dionisio Olivardia

2-Ricardo Buitrago

2-Luis Olivardia

1-Joel Jiménez

1-Alfredo Hernández

1-Jean Estrebi

1-César Blackman

1-Luis de León
- San Francisco FC:28:

5-Eduardo Jiménez

4-José Julio

3-Temístocles Pérez

3-Marco Aparicio

3-Antonio Ortega

2-Ángel Lombardo

2-Juan Ramón Solís

2-Leonard Cardales

1-Wess Torres

1-William Negrete

1-Edison Romero (OG)

1-Miguel Olivares
- Sporting San Miguelito:19:

7-Anthony Basil

3-Luis Rodríguez

2-Multron Charles

1-Franco Davis

1-Agustín Salinas

1-Oswaldo Solanilla

1-Luis Ovallez

1-Eladio Mitre

1-Luis Morales

1-Abel Zamorano
- Tauro FC:38:

8-Luis Escobar

5-Alberto Skinner

5-Carlos Rivera

4-Luis Tejada

4-Pablo Romero

2-Juan Carlos Cubilla

2-Brunnet Hay

1-Reggie Arosemena

1-Johan Melo

1-Dorian López

1-Eric Quiroz

1-Ardely Arango

1-Juan de Dios Pérez

1-Rolando Palma

## Máximos Goleadores
| Position | Player            | Scored for             | Goals |
| -------- | ----------------- | ---------------------- | ----- |
| 1        | Gabriel Torres    | Chepo FC               | 9     |
| -        | Orlando Rodríguez | CD Árabe Unido         | 9     |
| 3        | César Medina      | Alianza FC             | 8     |
| -        | Manuel Mosquera   | CD Árabe Unido         | 8     |
| -        | Luis Escobar      | Tauro FC               | 8     |
| 6        | Anthony Basil     | Sporting San Miguelito | 7     |
| 7        | Engie Mitre       | CD Plaza Amador        | 6     |
| -        | Alberto Cerezo    | CD Árabe Unido         | 6     |
| 9        | Eduardo Jimenez   | San Francisco FC       | 5     |
| -        | Carlos Rivera     | Tauro FC               | 5     |

## Clásicos Nacionales
El Super Clásico Nacional - Tauro FC vs CD Plaza Amador
| 4 de agosto de 2007 | Plaza Amador                           | 3–1 | Tauro FC     | Rommel Fernández, |  |
|                     | Alexis King Luis Olivardia Derek James |     | Luis Escobar |                   |  |

| 26 de septiembre de 2007 | Tauro FC            | 3–0 | CD Plaza Amador | Giancarlo Gronchi, |  |
|                          | Alberto Skinner (3) |     |                 |                    |  |

Clásico del Pueblo - CD Plaza Amador vs Chorrillo FC
| 1 de septiembre de 2007 | Chorrillo FC | 0–1 | CD Plaza Amador   | Balboa, |  |
|                         |              |     | Alfredo Hernández |         |  |

| 10 de noviembre de 2007 | CD Plaza Amador      | 2–2 | Chorrillo FC                      | Artes y Oficios, |  |
|                         | Alcibiades Rojas (2) |     | Roberto Stewart Jean Carlo Cedeño |                  |  |

Clásico Interiorano - Atlético Chiriquí vs Atlético Veragüense
| 25 de agosto de 2007 | Atlético Veragüense | 0–1 | Atlético Chiriquí | Toco Castillo, |  |
|                      |                     |     | Catalino Smith    |                |  |

| 13 de octubre de 2007 | Atlético Chiriquí | 1–0 | Atlético Veragüense | San Cristóbal, |  |
|                       | Anthony Valdés    |     |                     |                |  |